# Parc national de Nosy Tanikely
Le Parc national de Nosy Tanikely  est un parc national marin dans l'archipel de Nosy Be. Le parc est réputé pour ses sites de plongée, notamment en raison de la clarté de ses eaux. Il s'étend sur un rayon de 700 m autour du phare de l'île Tanikely. La pêche est strictement interdite sur une superficie de près de 200 hectares du parc. Concernant le suivi écologique du récif, trois stations ont été installées. Une station où la biodiversité n'a aucune dommage, une station pour la zone baignade et station qui sert intermédiaire.

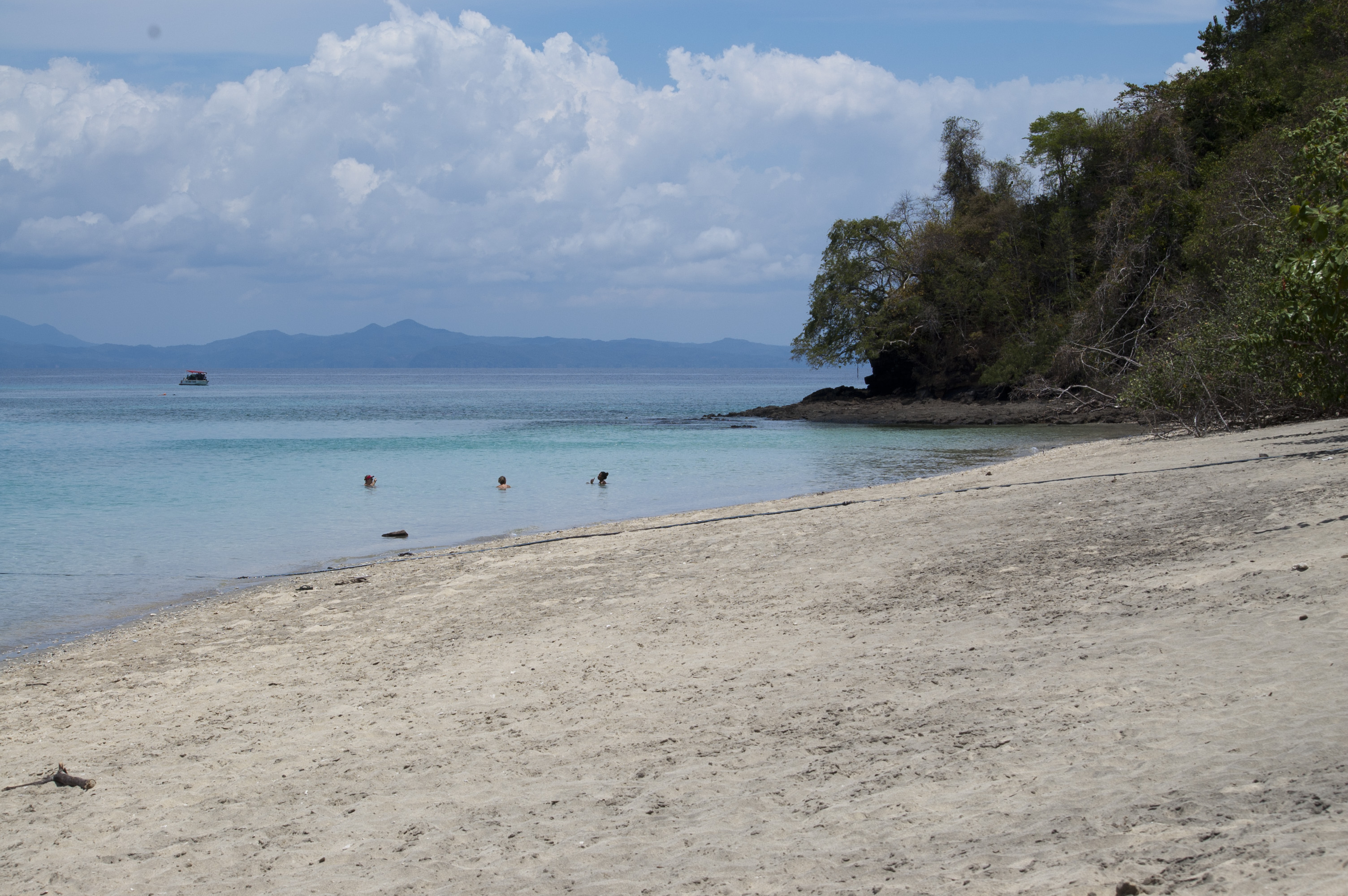
vue de la plage de Nosy Tanikely.

## Superficie et classement
Le Parc National de Nosy Tanikely est une petite île de 3,41 km² ce qui marque son nom " Nosy Tanikely" , qui veut dire en français  « île de la petite terre ». Mais , dans le dialecte locale, on dit " Nosy Antanihely", le Parc Nous Tanikely a obtenu le décret de création définitive en date du 6 septembre 2011.

## Localisation
Le parc national marin de Nosy Tanikely est située à 10kilomètres Sud-Est d'Ambatoloaka, entre Nosy-Be et Nosy Komba  dans les côtes Nord-Ouest de Madagascar . L'île et la mer qui l'entoure font partie du Parc National de Nosy Tanikely. Il est interdit de prendre des animaux sur l'île surtout les caméléons.

## Climat
L'île Nosy Tanikely bénéficie d'un climat tropical caractérisé par des températures élevées et humides importantes tout au long de l'année. La température varie généralement entre 21 °C à 31 °C avec une température moyenne autour de 26 °C, ce type de climat crée des conditions chaudes et humides durant une année. Le sommet de l'île atteint une altitude de 40 mètres, ce qui en fait un point élevé par rapport au niveau de la mer.

## Biodiversité
Le parc national Nosy Tanikely est surnommée « l'aquarium naturel »,  avec un lagon calme et transparent. L'écosystème récifal abrite une biodiversité marine remarquable, incluant coraux scléractiniaires, anémones symbiotiques et une grande variété d'espèces piscicoles telles que poissons-clowns, murènes, carangues, barracudas, thazards et raies pastenagues à points bleus. Une diversité exceptionnelle qui magnifie les eaux turquoises de ce véritable coin de paradis. Il y a aussi des tortues vertes, des tortues imbriquées ou à écailles qui favorise la liste des divertissements sur cette île. Les caméléons panthères mâles ont des formes locales totalement isolées du continent et des autres îles, les caméléons panthères mâles de Nosy Tanikely sont très colorés. Étonnamment, ils sont différents aux formes locales " les autres îles voisines". Les caméléons panthères mâles de Nosy Tanikely portent un bandeau bleu et turquoise, une tête de couleur brillante du corps sont parsemées du point rouge. En cas de fatigue, des stress ou lorsque les animaux ont subi une forte réchauffement par le soleil, la bande turquoise du corps devient en partie orange vif.

## Activités illégales dans le parc
Entre janvier et mai, ainsi qu'entre novembre et décembre, on peut observer les traces et les ponts des espèces sur les plages de ce Parc National Marin. En moyenne, une tortue femelle peut peser jusqu'à 190 œufs. Ceux-ci éclosent après environ 90 jours, avec un taux de réussite de 95%.